# Nichtehelichengesetz
Das Gesetz über die rechtliche Stellung der nichtehelichen Kinder, kurz Nichtehelichengesetz, ist ein deutsches Gesetz, das am 1. Juli 1970 in Kraft trat. Das unter der ersten bundesdeutschen Großen Koalition verabschiedete Gesetz sollte die Ungleichheiten zwischen ehelichen und unehelichen Kindern beseitigen. Es handelte sich um ein Artikelgesetz, durch das das vierte Buch des BGB (Familienrecht) sowie zahlreiche andere Gesetze geändert wurden. 

## Entstehung
Seine Verabschiedung war jedoch durch das Bundesverfassungsgericht erzwungen worden, das mit seiner Entscheidung vom 29. Januar 1969 (BVerfGE 25, 167) dem Gesetzgeber eine Frist bis zum Ende der Legislaturperiode im Sommer 1969 gesetzt hatte. Grundlage war Art. 6 Abs. 5 des Grundgesetzes mit seiner Aufforderung an den Gesetzgeber, nichtehelichen Kindern die gleichen Entwicklungsbedingungen wie ehelichen Kindern zu schaffen.
Die Umsetzung dieses Gebots durch den Gesetzgeber war allerdings unvollkommen. Immerhin beseitigte das Nichtehelichengesetz die seit 1900 gültige Regelung des BGB, wonach ein uneheliches Kind und dessen Vater als nicht verwandt galten.

## Verwandtschaft zwischen Kind und Vater
Durch das NEhelG wurden erstmals biologische und rechtliche Verwandtschaft zwischen dem nichtehelichen Kind und seinem Vater miteinander in Einklang gebracht. Die Mehrverkehrseinrede konnte eine gerichtliche Vaterschaftsfeststellung nicht mehr blockieren.

## Änderungen am Erbrecht
Mit der Begründung der rechtlichen Verwandtschaft wurde zugleich auch eine Änderung des Erbrechts notwendig, das ja bisher zwischen Vater und seinem nichtehelichen Kind nicht bestand. Zwar konnte sich der Gesetzgeber zu einer völligen Gleichstellung ehelicher und nichtehelicher Kinder im Erbrecht nicht durchringen, er beseitigte aber zumindest die finanzielle Benachteiligung des nichtehelichen Kindes durch die Einführung eines Erbersatzanspruchs, der wertgleich mit dem Erbanspruch war, jedoch eine Beteiligung des nichtehelichen Kindes an der Erbengemeinschaft nach dem verstorbenen Vater ausschloss. 
Als Ausgleich für diese Benachteiligung erhielt das nichteheliche Kind jedoch eine Bevorzugung gegenüber dem ehelichen Kind durch die Möglichkeit des vorzeitigen Erbausgleichs (bereits zu Lebzeiten des Vaters, vergleichbar dem Erbverzicht). Dieser konnte notariell beurkundet, zwischen Vater und Kind vereinbart oder vom Kind eingeklagt werden. Erst zum 1. April 1998 wurden erbrechtlich diese Kinder völlig gleichgestellt. Dies galt jedoch bis zum 29. Mai 2009 nicht für Kinder, die vor dem 1. Juli 1949 geboren wurden. 
Eine Problematik der sogenannten erbrechtlichen Gleichstellung der nichtehelichen Kinder mit den ehelichen besteht in der Praxis darin, dass weder die Ehefrau noch die ehelichen Kinder vor dem Tod des Ehemannes bzw. Vaters über die Existenz nichtehelicher Kinder von ihm sicher informiert sind, während die nichtehelichen Kinder spätestens bei Kenntnis des Eintrags ihres Vaters in ihre Geburtsurkunde sicher informiert sind.

## Änderungen am Unterhaltsrecht
Verbessert wurden das Recht der Vaterschaftsfeststellung und Vaterschaftsanerkennung und das Kindesunterhaltsrecht, das den Mindestunterhalt in Form des sog. Regelunterhalts außerdem in einem vereinfachten Verfahren durchsetzen konnte.
Das Sorgerecht wurde der Mutter zugewiesen, wodurch die Amtsvormundschaft des Jugendamtes für das Kind entfiel; eingeschränkt wurde das Sorgerecht der Mutter durch die Amtspflegschaft des Jugendamtes, die nunmehr mit der Geburt des nichtehelichen Kindes eintrat. Der Vater konnte zwar sein nichteheliches Kind für ehelich erklären oder adoptieren, wenn die Mutter zustimmte, jedoch mit der Folge, dass er dann allein das Sorgerecht erhielt und die Mutter das Sorgerecht verlor. Es blieb jedoch dabei, dass kein gemeinsames Sorgerecht unverheirateter Eltern möglich war: Wollten die Eltern ihr Sorgerecht gemeinsam ausüben, mussten sie heiraten, andernfalls gab es immer nur das Sorgerecht eines Elternteils, regelmäßig der Mutter. Auch diese Regelung wurde 1998 durch die Möglichkeit zur gemeinsamen Sorgeerklärung aufgehoben.
Das Namensrecht wurde so geändert, dass das uneheliche Kind nun in jedem Falle den Familiennamen seiner Mutter zur Zeit der Geburt erhielt – auch wenn die Mutter verheiratet war und der Vater nicht der Ehemann war.

## Umgangsrecht des Vaters
Persönliche Beziehungen des Vaters zu seinem nichtehelichen Kind beschränkten sich auf ein Auskunftsrecht gegenüber der Mutter über die persönlichen Verhältnisse des Kindes und auf ein Umgangsrecht, das er aber gegen den Willen der Mutter nur dann durchsetzen konnte, wenn der Nachweis gelang, dass dieser Umgang dem Wohl des Kindes diene. Dies macht deutlich, dass zwar die stärkste Diskriminierung des nichtehelichen Kindes mit dem Nichtehelichengesetz beseitigt war, dass aber dem verfassungsrechtlichen Gebot der Gleichbehandlung von nichtehelichen und ehelichen Kindern keineswegs genüge getan war. Diese Gleichstellung erfolgte erst durch das Kindschaftsrechtsreformgesetz zum 1. Juli 1998 (nachdem in der DDR die Gleichstellung ehelicher und unehelicher Kinder bereits 1950 erfolgt war).

## Abschaffung des Familienrates
Die überkommene Institution des Familienrates (§§ 1858 – 1881 BGB a.F.) wurde durch das Nichtehelichengesetz ersatzlos abgeschafft.